# Trello
Trello es un software de administración de proyectos con interfaz web y con cliente para iOS y Android para organizar proyectos.

## Historia
Surgió en 2010 como un proyecto de Federico Stella. En enero del 2011 se lanzó un prototipo que esperaba resolver algunas incidencias de planificación de gran importancia. Se llamaba Trellis así salió la primera versión como una aplicación web  para iPhone.  En 2012 se lanzó la versión para android. Para 2014 se creó Trello Inc. separándose de Fog. El 9 de enero de 2017 fue vendido a Atlassian por 425 millones de dólares.
Desde marzo de 2019, Trello cuenta con más de 35 millones de usuarios activos.
El 9 de enero de 2017, Atlassian anunció la compra de Trello por 425 millones de dólares.

## Características
Empleando el sistema kanban, para el registro de actividades con tarjetas virtuales organiza tareas, permite agregar listas, adjuntar archivos, etiquetar eventos, agregar comentarios y compartir tableros. 
Trello es un tablón virtual en el que se pueden colgar ideas, tareas, imágenes o enlaces. Es versátil y fácil de usar pudiendo usarse para cualquier tipo de tarea que requiera organizar información. 
Disponible en 21 idiomas, con interfaz web, clientes para iOS y android.